# Прилипче
Прили́пче (укр. Прилипче) — село в Кострижевской поселковой общине Черновицкого района Черновицкой области Украины.
До 2020 года входило в Заставновский район
Население по переписи 2001 года составляло 744 человека. Почтовый индекс — 59412. Телефонный код — 3737. Код КОАТУУ — 7321587201.
В селе родился Герой Советского Союза Иван Козачук.